# محافظة ناخون سي تاممارات
محافظة ناخون سي تاممارات (بالتايلاندية:นครศรีธรรมราช) و(بالإنجليزية:Nakhon Si Thammarat) هي واحدة من محافظات تايلاند الخمس والسبعين تجاور محافظات سونغكلا وفاتالونغ وترانغ وكرابي وسورات ثاني.

## التسمية
ناخون سي ثامارات تعني باللغة التايلاندية مدينة الملك دراما المقدسة.

## الجغرافيا
تقع محافظة ناخون سي تاممارات علي خليج تايلاند علي الجانب الشرقي من شبة الجزيرة الملايو تضاري المحافظة وعرة في غالبها مناطق جبلية وتحتوي علي اعلي ارتفاع في جنوب تايلاند 1,835 مترا.

## التقسيمات الادارية
تنقسم محافظة ناخون سي ثامارات الي 23 مقاطعات رئيسية ووتنقسم المقاطعات الي 165 مقاطعة فرعية (بلدية) و 1428 قرية، 
| 1. ناخون سي ثامارات موانج 2. خيري فروم 3. لان ساكا 4. كونج 5. فيبون 6. شيان ياي 7. تشأ أوات 8. سالا ثا 9. ثانغ سونغ 10. نا بون 11. ثانغ ياي 12. فانانج باك | 1. رون فيبون 2. سيتشون 3. وخانوم 4. ساي هوا 5. بانج خان 6. فانارا ثام 7. تشولابورن 8. فروم فرا 9. نوبفيتام 10. كلانغ تشانغ 11. كيات فرا]] |

## أعلام
- سومشاي وونغساوات